# Chevrolet Lacetti
Lacetti je linija kompaktnih automobila niže srednje klase, koju od 2004. godine proizvodi južnokorejska tvrtka Daewoo, a u Hrvatskoj se prodaje pod značkom Chevroleta. Lacetti je dostupan kao hatchback s peterim vratima, ali i kao limuzina te karavan.
U mnogim državama Lacetti se prodaje pod različitim značkama proizvođača i drugim imenima.
- Buick Excelle - hatchback i limuzina u Kini
- Chevrolet Nubira - limuzina i karavan u pojedinim europskim državama
- Chevrolet Optra - sve izvedbe u Kanadi
- Daewoo Lacetti - hatchback
- Daewoo Nubira - limuzina i karavan
- Holden Viva - hatchback u Australiji
- Suzuki Forenza - limuzina i karavan u SAD-u
- Suzuki Reno - hatchback u SAD-u

Na hrvatskom tržištu Lacetti je trenutačno dostupan s tri četverocilindarska benzinska motora.
- 1,4 16V - 94 KS
- 1,6 16V - 109 KS
- 1,8 16V - 122 KS

Izvedbe pokretane 1,6 i 1,8 motorima moguće je naručiti i u kombinaciji s automatskim mjenjačem.